# 達拉希夫
49°17′26″N 25°32′6″E / 49.29056°N 25.53500°E
達拉希夫（烏克蘭語：Дарахів），是烏克蘭的村落，位於該國西部捷爾諾波爾州，由捷尔诺波尔区負責管轄，始建於1564年，面積60.4平方公里，海拔高度310米，2001年人口2,118，人口密度每平方公里35.1人。